# Spaichingen
Spaichingen – miasto w Niemczech, w kraju związkowym Badenia-Wirtembergia, w rejencji Fryburg, w regionie Schwarzwald-Baar-Heuberg, w powiecie Tuttlingen, siedziba wspólnoty administracyjnej Spaichingen. Leży w Jurze Szwabskiej, przy krańcu Parku Natury Górnego Dunaju, ok. 10 km na północny zachód od Tuttlingen.

## Atrakcje turystyczne
Symbolem miasta jest znajdująca się niedaleko Góra Świętej Trójcy (Dreifaltigkeitsberg) o wys. 988 m. Na jej szczycie zbudowano w XVII w. kościół, którym od 1923 r. opiekują się klaretyni. Miejsce jest od wieków celem pielgrzymek religijnych, a obecnie także atrakcją turystyczną.

## Przypisy

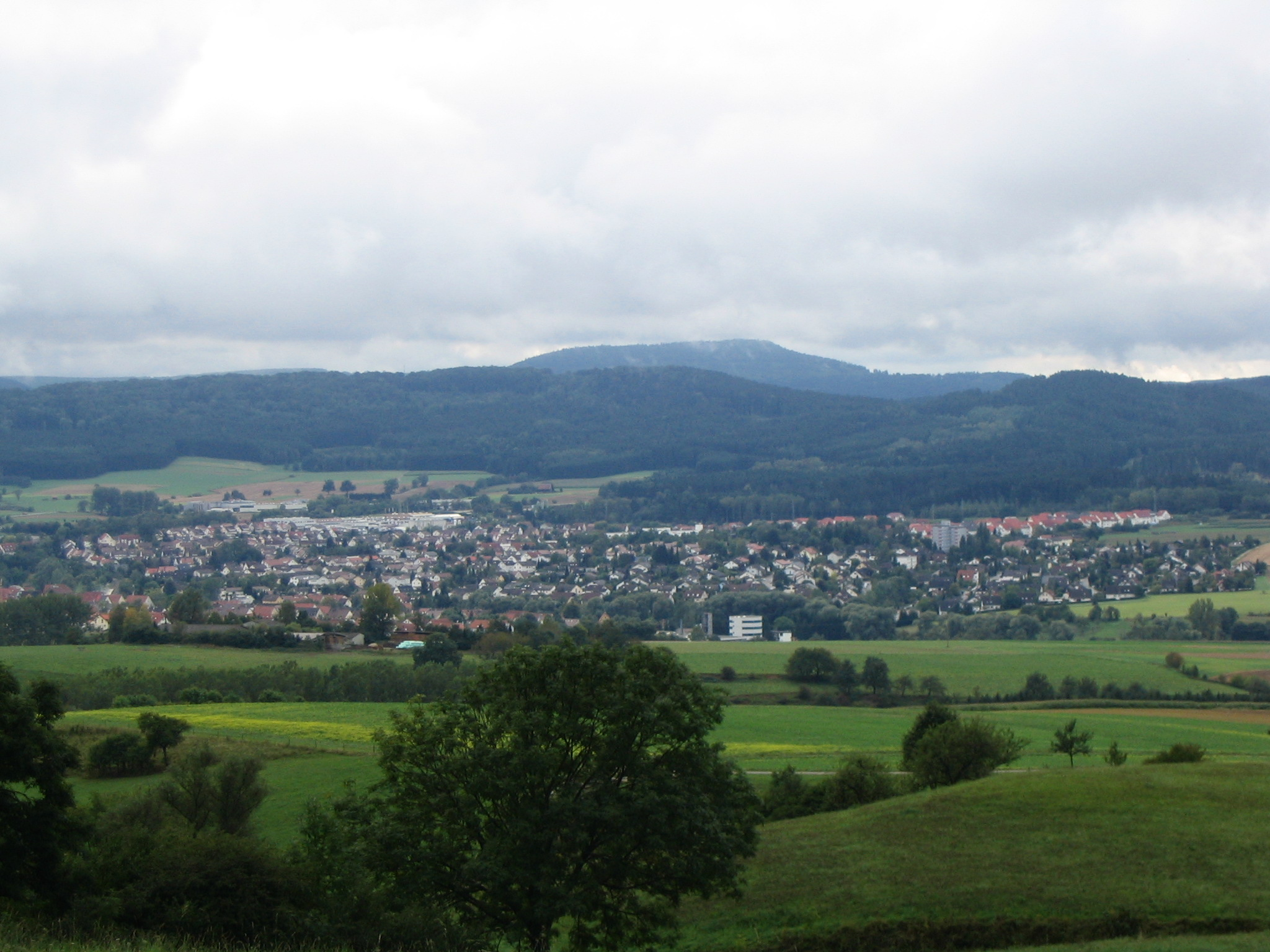
Spaichingen z Kippeneck

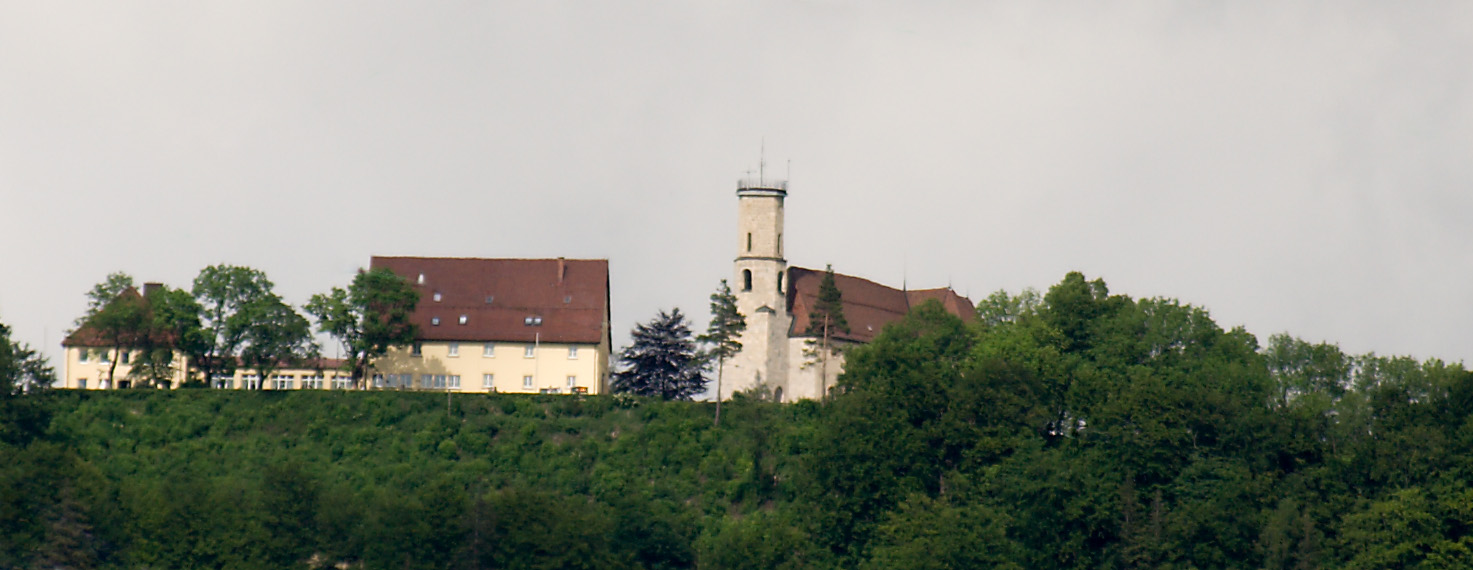
Góra Świętej Trójcy